# Parco zoologico di Dartmoor
Il parco zoologico di Dartmoor è un giardino zoologico situato a Dartmoor nel Devon.

## Storia

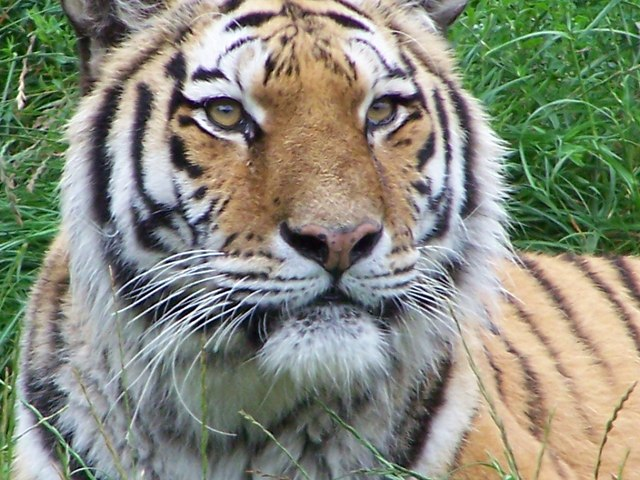
Giovane tigre a Dartmoor nel 2008.

Lo zoo venne inaugurato nel 1968 col nome di Dartmoor Wildlife Park da Ellis Daw. La grande casa al centro della proprietà era stata costruita nel XVII secolo e Daw l'aveva acquistata per ospitarvi molte specie di animali come leoni, tigri, giaguari e puma. Nei primissimi anni del XXI secolo lo zoo fu al centro di polemiche legate alle condizioni nelle quali erano tenuti gli animali. La licenza venne sospesa e il grande parco con la villa fu messo in vendita.
Benjamin Mee e la sua famiglia seppero della grande proprietà che era stata messa in vendita dopo gravi problemi economici, la visitarono e si innamorarono della casa e degli animali.
Se non fosse stato possibile trovare un acquirente molti animali sarebbero stati soppressi. Acquistarono casa e zoo nel 2006 e la loro impresa per riaprire lo zoo fu notevole.  
La moglie Katherine, che già era stata curata in passato per un tumore al cervello, ripresentò i sintomi e non fu possibile curarla. Mentre lei moriva lo zoo veniva ufficialmente riaperto, nel 2007.
Nel dicembre 2014 lo zoo è diventato un ente di beneficenza dopo aver raccolto 340.000 sterline tramite crowdfunding.
Nel luglio 2016 una lince è fuggita dallo zoo ed è rimasta libera nella campagna del Devon per più di tre settimane prima di essere ricatturata.

## Nella cultura di massa
- Benjamin Mee scrisse un libro sulla sua esperienza: Abbiamo comprato uno zoo (in inglese We bought a zoo) che divenne un bestseller internazionale tradotto in 23 paesi.
- BBC Two dedicò allo zoo di Dartmoor quattro puntate di un documentario, nel 2008, Ben's Zoo[6].
- Pochi anni dopo il romanzo sullo zoo è divenuto soggetto di un film diretto da Cameron Crowe con Matt Damon e Scarlett Johansson.[3]